# Delores Wells
Delores Wells (Reading, 17 de octubre de 1937 - Phoenix, 9 de febrero de 2016) fue una modelo y actriz estadounidense. Fue Playmate del Mes para la revista Playboy en su número de junio de 1960. 
Según el The Playboy Book, se le pagó a Wells $500 para su sesión fotográfica para Playboy, junto con $100 al mes durante su exclusividad de dos años de contrato con Playboy. Durante el la década de los 60, Delores tuvo una carrera interpretativa, apareciendo en pequeños papeles en películas de cine B y en series de televisión. También fue una Conejita en el Chicago Playboy Club de Chicago, donde ganaba $1000 a la semana.

## Filmografía
- Banning (1967) .... Chica de la piscina
- A Guide for the Married Man (1967) .... Mujer muy atractiva
- The Time Travelers (1964) .... Reena (Chica de Danny)
- Bikini Beach (1964) .... Sniffles
- Muscle Beach Party (1964) .... Sniffles
- Burke's Law (serie de televisión, episodio "Who Killed Alex Debbs?", 1963) .... Chica del sueño
- Beach Party (1963) .... Sue
- Thriller (serie de televisión, episodio "'Til Death Do Us Part", 1962) .... Flo
- 87th Precinct (serie de televisión, episodio "My Friend, My Enemy", 1961) .... Empleada
- The Bob Cummings Show (serie de televisión, episodio "Roamin' Holidays", 1961)